# 연방 직할구

연방 직할구의 깃발

연방 직할구(영어: Federal Territory, 말레이어: Wilayah Persekutuan, 중국어: 联邦直辖区)는 말레이시아의 행정 구역 가운데 하나이다. 말레이시아 연방 정부가 직접 관할하며 쿠알라룸푸르(1974년 2월 1일 신설)와 푸트라자야(1984년 4월 16일 신설), 라부안(2001년 2월 1일 신설) 3개 지역으로 구성되어 있다.
쿠알라룸푸르는 말레이시아의 수도이자 말레이시아에서 가장 큰 도시이며 푸트라자야는 말레이시아의 행정 수도, 라부안은 말레이시아의 경제 중심지 역할을 한다. 지리적으로 쿠알라룸푸르와 푸트라자야는 말레이반도에 있는 슬랑오르주에 둘러싸여 있으며 라부안은 보르네오섬 북쪽에 자리잡고 있는 사바 지역에 있다.